# Idaea holli
Idaea holli là một loài bướm đêm trong họ Geometridae.